# Cercis canadensis
El amor del Canadá o ciclamor del Canadá (Cercis canadensis) es una especie arbórea de la familia de las leguminosas Fabaceae, subfamilia Cersioideae, género Cercis, originaria del este de Norteamérica desde Ontario meridional, Canadá, hacia el sur hasta el norte de Florida, Estados Unidos y el este de México.

## Descripción
Se trata de un arbusto grande o árbol pequeño, que crece hasta los 6-9 metros con una anchura de 8–10 m. Por regla general, el tronco es corto, a menudo retorcido tronco y las ramas se extienden. Un árbol de 10 años de edad, en general, tendrá alrededor de 5 m de altura. La corteza es de color oscuro, castaño rojizo, lisa, más tarde escamosa con crestas un tanto evidentes, a veces con manchas color marrón. Las ramitas son delgadas y en zigzag, casi de color negro, con manchas lenticelas más claras; al principio tienen un color castaño lustroso, luego se oscurecen. La madera es de color castaño rojizo oscuro; pesada, dura, no fuerte. Los brotes de invierno son muy pequeños, redondeadas y de color rojo oscuro a castaño. Las hojas son alternas, simples, en forma de corazón o ampliamente ovadas, con los bordes enteros, de 7–12 cm de largo y son amplias, delgadas y como de papel, y pueden tener un envés ligeramente velloso. Salen de la yema dobladas a lo largo de la línea de la nervadura central, verde oscuro, cuando están completamente desarrollados se convierten en lisas, de color verde oscuro por encima, más pálido por debajo. En otoño se tornan de color amarillo claro y brillante. Pecíolos delgados, cilíndricos, ampliados en la base. Estípulas caducas.

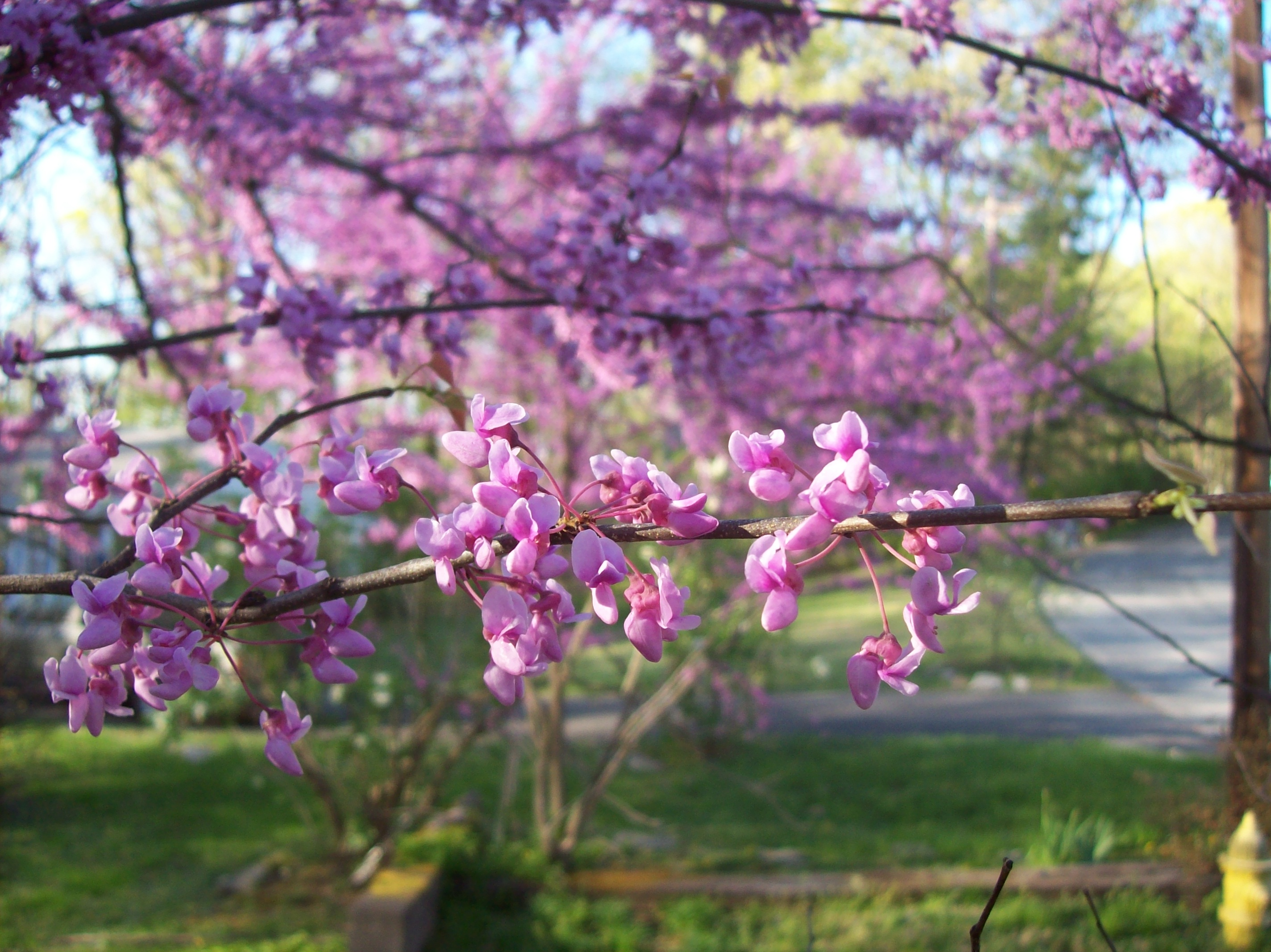
Flores de Cercis canadensis.

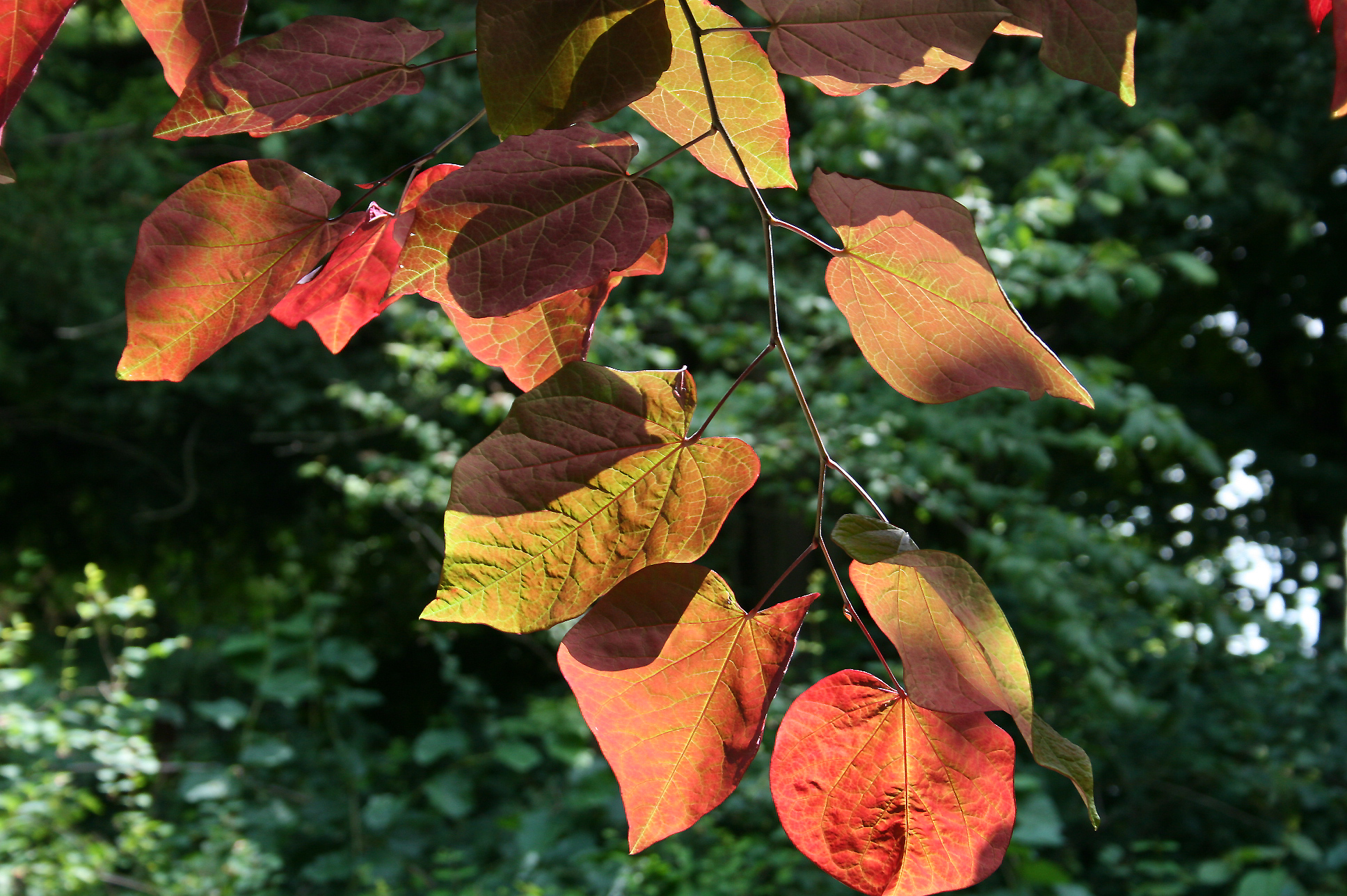
Hojas de Cercis canadensis "Forest Pansy".

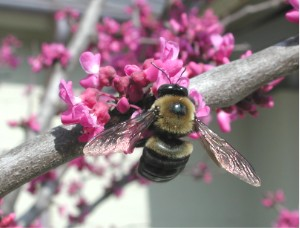
Una abeja Xylocopa virginica en flores de Cercis canadensis.

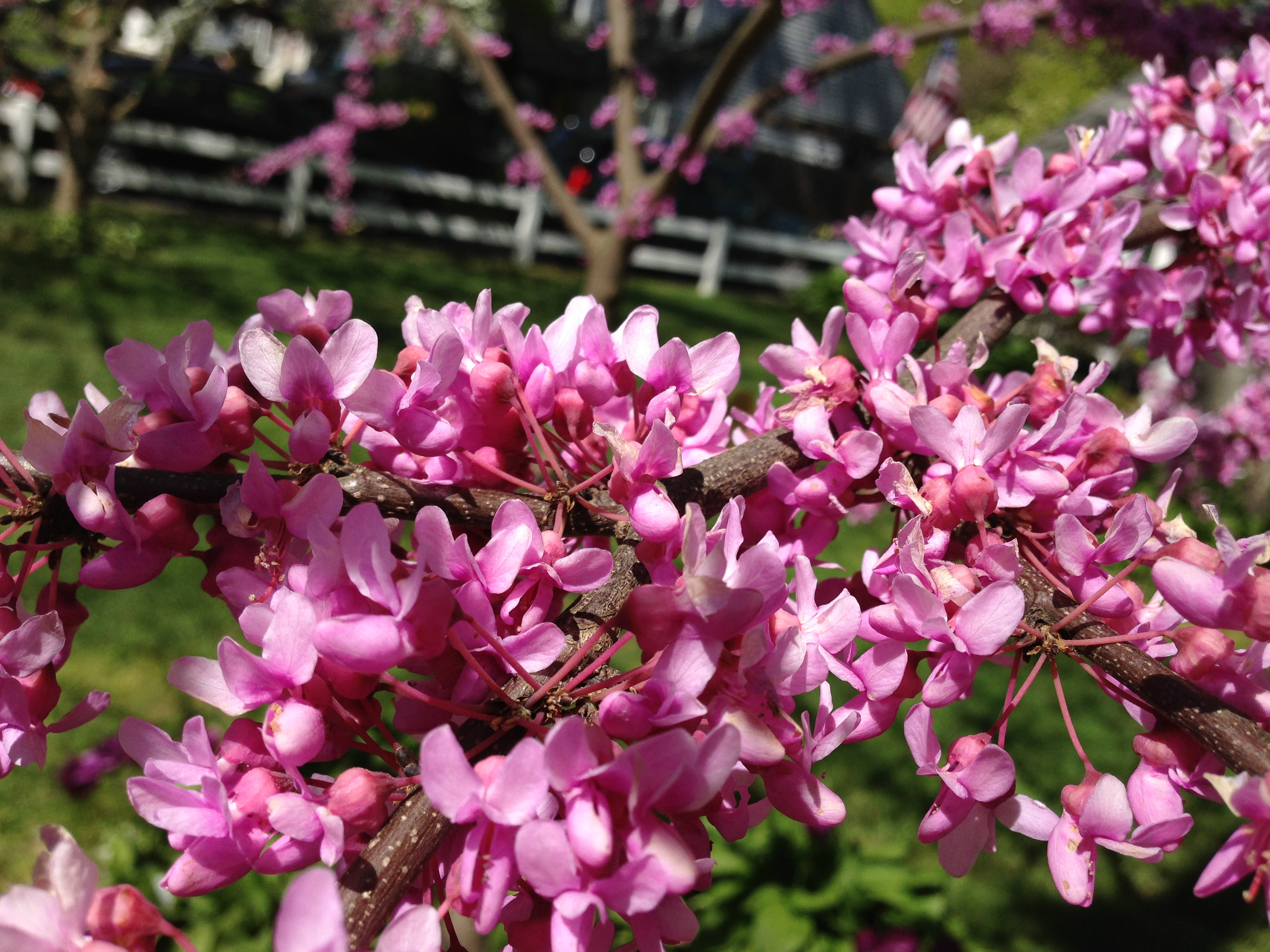
Inflorescencia

Las flores son vistosas, de color magenta rosado de claro a oscuro, de 1,5 cm de largo, que aparecen en racimos de marzo a mayo, en tallos desnudos antes que las hojas. Perfecto color rosa, tiene de 4 a 8 juntas, en fascículos que aparecen en las axilas de las hojas o por la rama, a veces en el mismo tronco. El cáliz es de color rojo oscuro, acampanado, oblicuo, con cinco dientes, imbricados en la yema. La corola es papilonácea, con cinco pétalos, casi iguales, de color rosa o de color rosa, el pétalo superior más pequeño, encerrado en su origen por las alas, y rodeado por los pétalos de quilla más amplios. Tiene 10 estambres, insertados en dos filas en un disco delgado, libre, la fila interior más corta que las otras. El pistilo es un ovario superior, insertado de forma oblicua en la parte inferior del tubo del cáliz, estipitado; estilo carnoso, curvado, en la punta tiene un estigma obtuso. Las flores son polinizadas por las abejas de lengua larga como las abejas de arándanos y Xylocopa virginica. Las abejas de lengua corta, aparentemente, no puede alcanzar los nectarios.
El fruto es como una lenteja, aplanado, seco, marrón, desigual y oblongo, agudo en los extremos. Comprimido, con puntas de los restos del estilo, 5–10 cm de largo que contienen semillas planas, elípticas y de color castaño 6 mm de largo, que maduran de agosto a octubre. Se pueden hacer germinar por primera inmersión en agua hervida (99 °C) (muy caliente) durante un minuto y luego echar en una olla (sin hervir las semillas); cotiledones ovalados y planos.
Crece rápidamente. En la naturaleza, es un árbol nativo frecuente en el sotobosque, en bosques y setos mixtos. Las hojas son consumidas por las orugas de algunos lepidópteros, por ejemplo, Automeris io. Muchos árboles son estériles y no producen ningún fruto.

## Distribución
Se encuentra en las tierras bajas ricas en todo el valle del río Misisipi, crecerá a la sombra y, a menudo se convierte en una densa maleza en el bosque. Muy abundante en Arkansas, Oklahoma y en el este de Texas. Es difícil de encontrar más al norte.
Es difícil que crezca hacia el oeste, como en Kansas occidental y Colorado, pues no hay suficiente agua. Su parte más septentrional del área de distribución es el sur de Nueva Inglaterra. Crece bien en el estado de Nueva York, en Nueva Jersey y hacia el sur.
En México se distribuye desde Nuevo León hasta Veracruz e Hidalgo.

## Usos
Los nativos americanos consumían flores crudas o hervidas de Cercis canadensis, así como las semillas tostadas. En algunas partes del sur de los Apalaches, las ramitas verdes del Cercis canadensis se utilizan como condimento para la caza como el ciervo y la zarigüeya. Debido a esto, en estas zonas de montaña a veces se conoce al Cercis canadensis como spicewood tree ("árbol de especia"). Los componentes nutricionales en las partes comestibles del C. canadensis son:
- el extracto de la flor contiene antocianinas,
- las semillas verdes en desarrollo contienen proantocianidas, y
- ácidos linoleico, alfa-linoleico, oleico y palmítico están presentes en las semillas.[6]

También se planta mucho como árbol ornamental paisajístico.
Cercis canadensis es el árbol del estado de Oklahoma.

## Taxonomía
Cercis canadensis fue descrita por  Carlos Linneo    y publicado en Species Plantarum 1: 374. 1753.
Etimología
Cercis: nombre genérico que deriva del griego antiguo "kerkis", que designaba al Ciclamor.
canadensis: epíteto geográfico que alude a su localización en Canadá.
Variedades
- Cercis canadensis var. mexicana (Britton & Rose) M.Hopkins
- Cercis canadensis var. orbiculata (Greene) Barneby
- Cercis canadensis var. texensis (S.Watson) M.Hopkins

Sinonimia
var. mexicana (Britton & Rose) M.Hopkins
- Cercis mexicana Britton & Rose

var. orbiculata (Greene) Barneby
- Cercis arizonica Rose ex N. N. Dodge
- Cercis occidentalis var. orbiculata (Greene) Tidestr.
- Cercis orbiculata Greene

var. texensis (S.Watson) M.Hopkins
- Cercis reniformis A.Gray[8]

## Galería

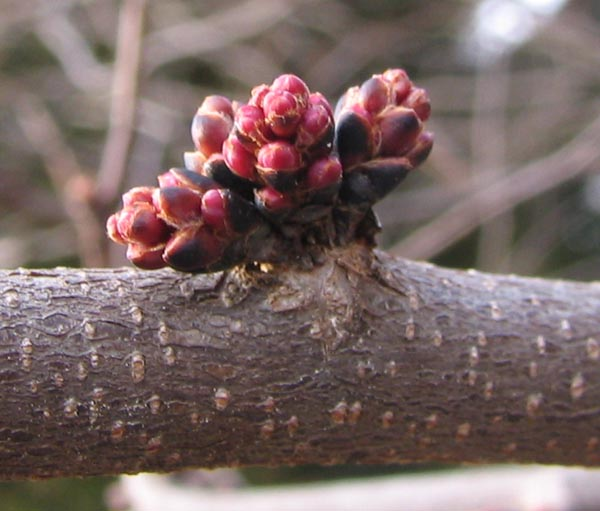
Brotes por abrirse a mediados de marzo.
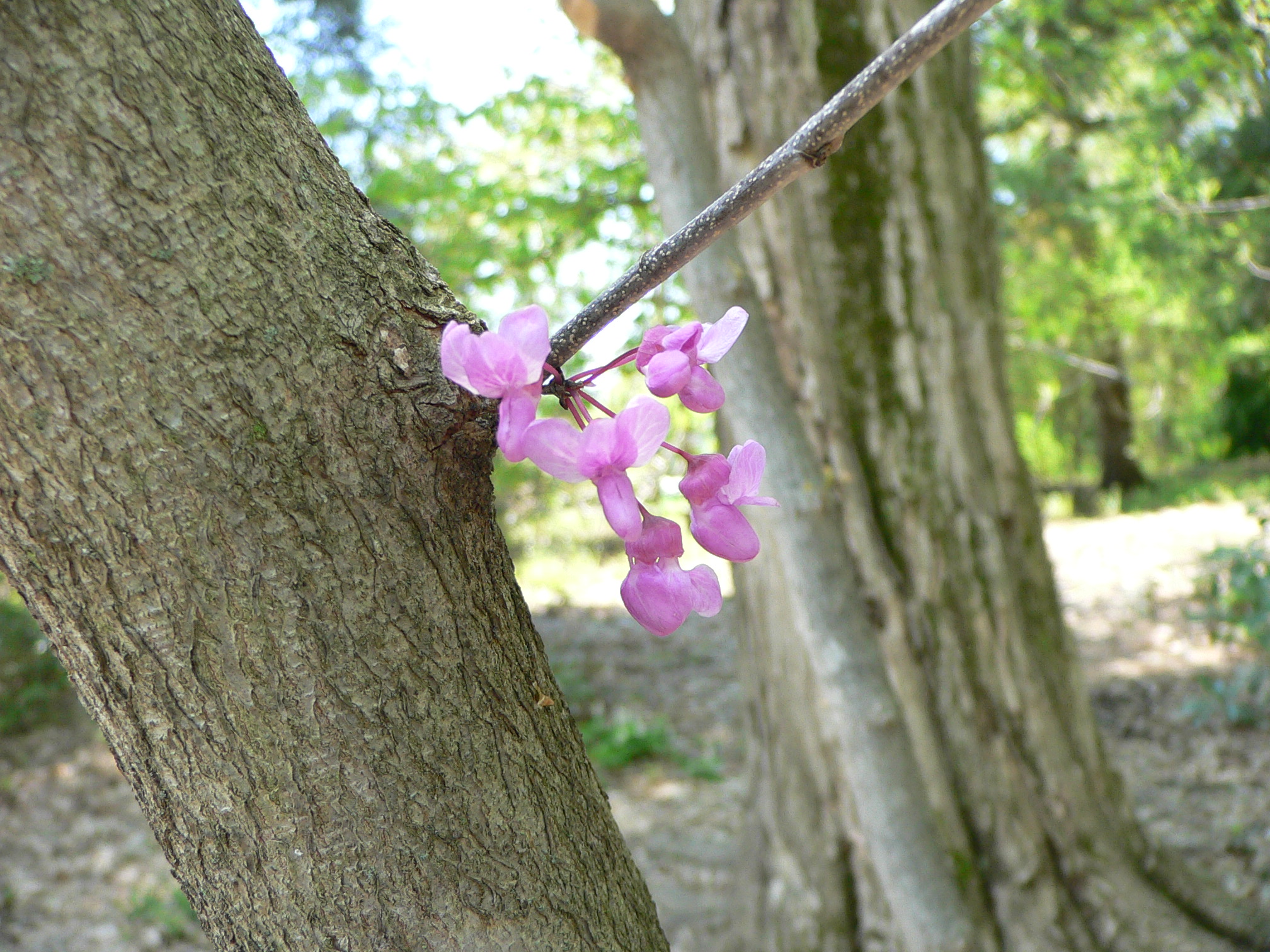
Flores a principios de mayo en el Jardín botánico de Longwood.
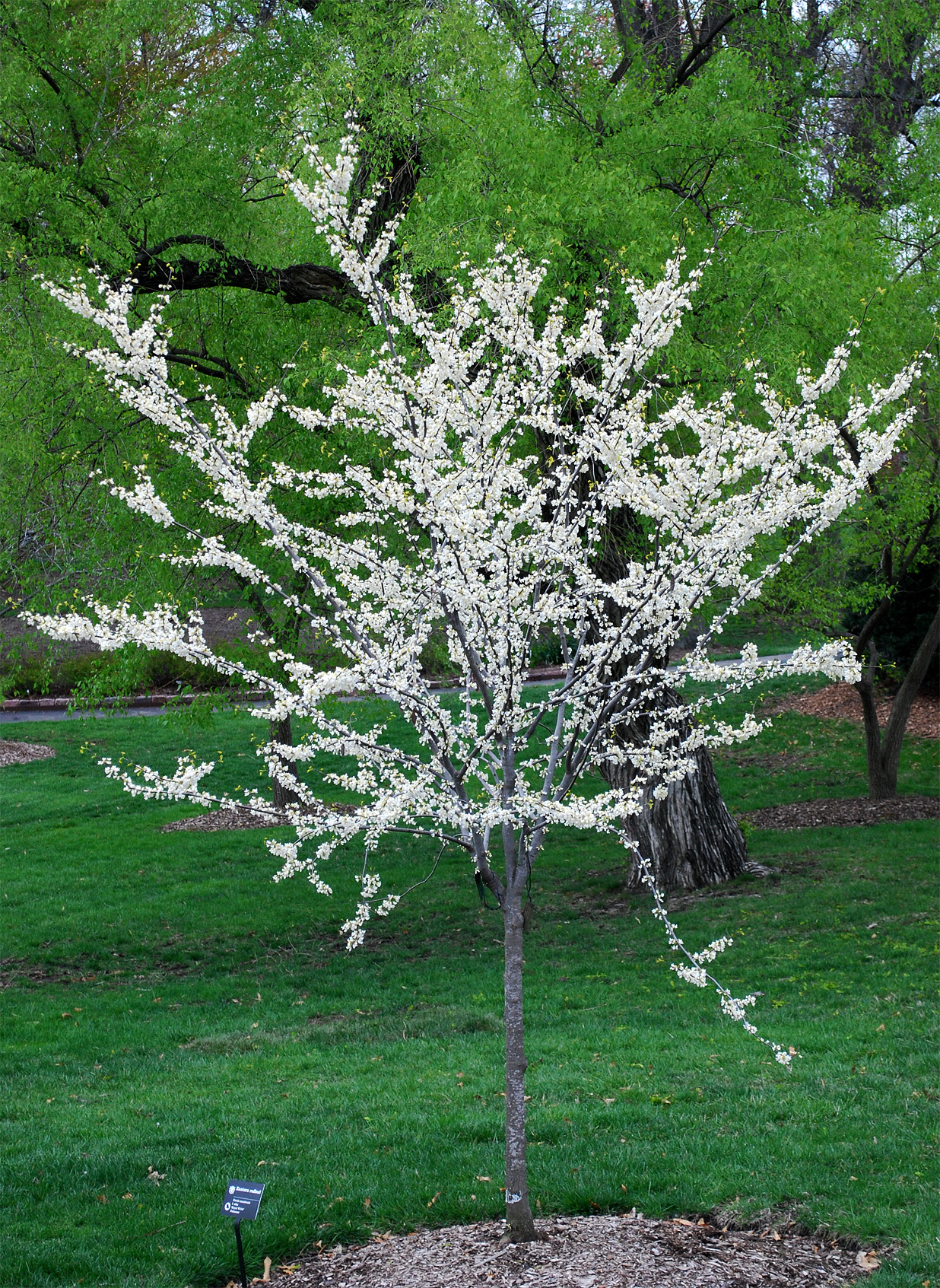
Un raro ejemplar blanco floreciendo a principios de abril en el Jardín Botánico de Misuri.
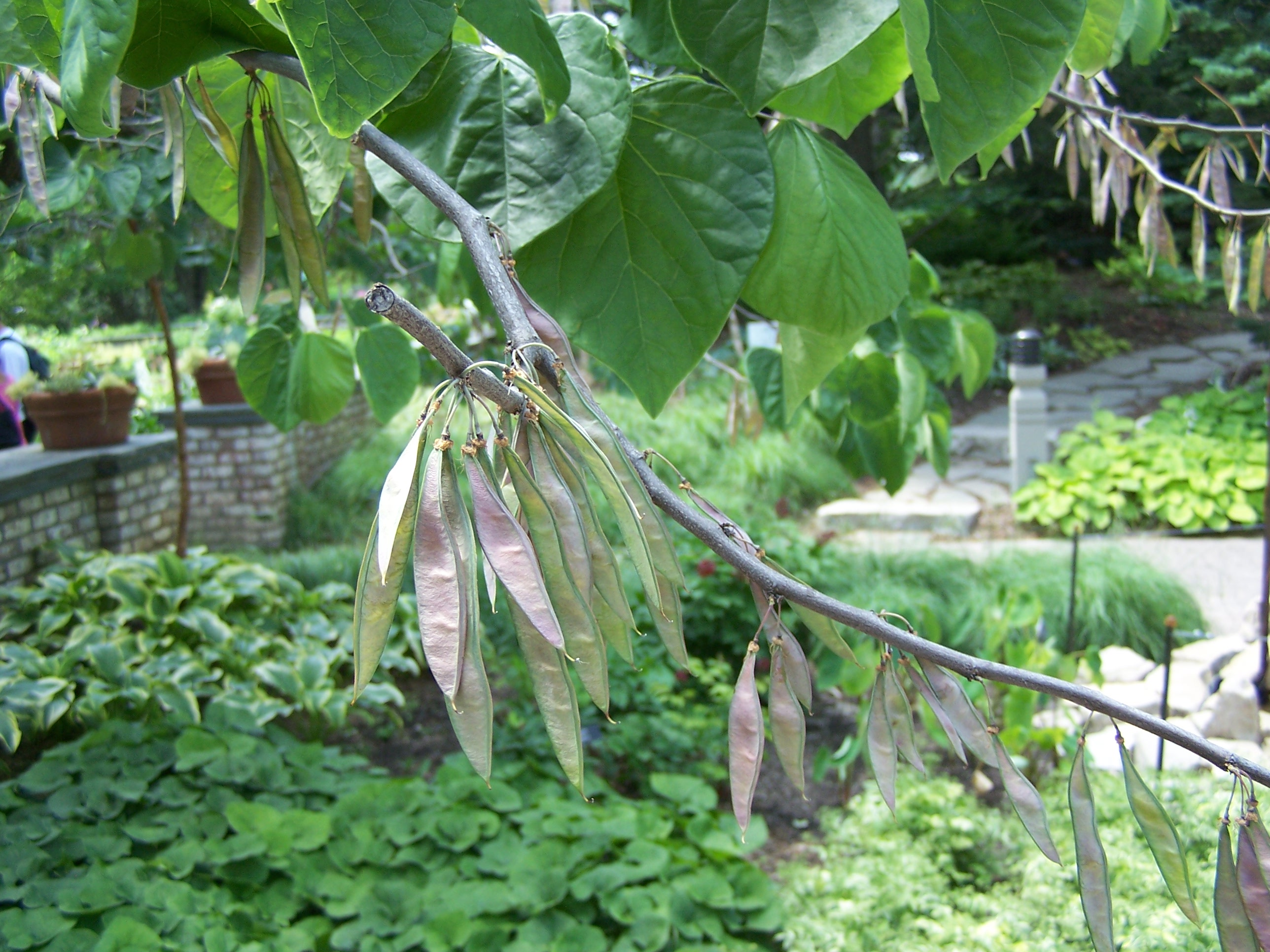
Hojas y fruto a mediados de junio en el Arboretum Paisajista de Minesota.